# Societat Valenciana de Tramvies
La Societat Valenciana de Tramvies o SVT (originalment i en castellà: Sociedad Valenciana de Tranvías) fou una companyia privada de ferrocarrils valenciana creada el 16 de gener de 1885 per en Juan Navarro Reverter, primer president de la societat i marques de colominas, amb el suport de l'Ateneu Mercantil de València. L'empresa va crear del mític i conegut trenet de València, element històric del Cap i Casal que té en l'actualitat al metro de València com a successor. El 1917, la SVT va fusionar-se amb la Compagnie Génerale des Tramways de Valence (Espagne) Société Lyonnaise o "La lionesa" per tal de crear la Companyia de Tramvies i Ferrocarrils de València (CTFV), successora del servei de la SVT fins 1964.
La companyia va tindre un capital inicial de 1.800.000 pessetes, tot i que poc després augmentaria fins a tres milions. Poc a poc, s'anaren fent fins a quatre línies de tramvia (en certa forma represes actualment pels tramvies de Metrovalència), així com dues línies de ferrocarril de via estreta, una amb destinació a Llíria i una altra amb destinació a Bétera tot i que amb ramal cap a Rafelbunyol.

## Línies
- 18 de juliol de 1888: Pont de Fusta-Llíria (Part de les actuals línies 4 del tramvia i 2 de Metrovalencia)
- 21 de novembre de 1891: Grau de València-(Rafelbunyol)-Bétera (Part de les actuals línies 1, 3 de Metro i 8 del tramvia)